# 神原麻由
神原 麻由（かみはら まゆ、1990年9月8日- ）は、ホリプロに所属する日本の女優。東京都出身、身長：155cm。以前はスターダストプロモーションに所属していた。

## 出演

### 連続テレビドラマ
- ダンドリ。〜Dance☆Drill〜（2006年、フジテレビ）

### バラエティ
- Harajukuロンチャーズ（2000年12月-2003年9月、BS朝日）

### ミュージカル
- FUTARI -ふたり-（2003年8月18日 - 24日、全労済ホールスペース・ゼロ）
- 山口百恵トリビュート・ミュージカル「プレイバック part2〜屋上の天使」（2005年）